# Dar Robinson
Dar Allen Robinson (26 de março de 1947 – 21 de novembro de 1986) foi um acrobata e ator americano.
Ficou conhecido por quebrar 19 recordes mundiais e protagonizar 21 world's firsts.
Iniciou seus trabalhos em Los Angeles, California. As acrobacias de Dar Robinson sempre foram bem planejadas e ele nunca quebrou um osso em seus 13 anos de carreira em Hollywood. Em 21 de novembro de 1986, no set do filme Million Dollar Mystery, após a conclusão da cena principal, a equipe médica de emergência foi dispensada do set. Enquanto filmava uma rotina de alta velocidade executada pela câmera com um colega dublê, Robinson dirigiu sua moto acrobática além do ponto de frenagem de uma curva e caiu direto de um penhasco, até a morte.